# Dölauer Heide
Die Dölauer Heide ist ein Waldgebiet am Westrand von Halle (Saale) und gleichzeitig ein Stadtteil des Stadtbezirks West. Mit einer Fläche von 740 ha bildet sie das größte Landschaftsschutzgebiet der Umgebung.

## Geografie
Die Heide ragt wie ein Keil in das Gebiet der Stadt hinein und wird weitgehend von halleschen Stadtteilen begrenzt: Dölau, Heide-Nord und Lettin im Norden, Kröllwitz im Osten, Heide-Süd im Südosten, Halle-Neustadt und Nietleben im Süden; westlich der Heide liegt das Dorf Lieskau (Saalekreis).
Das Gebiet wird von einem Plateaurücken durchzogen, der sich rund 20 Meter über die Umgebung erhebt. Typisch sind außerdem zahlreiche durch Erosion verursachte Schluchten. Höchste Erhebungen sind der 133 Meter hohe Kolkturmberg, auch Bischofsberg genannt, und der Kellerberg mit einer Höhe von 130 Metern. Gewässer in der Heide sind der Herthateich und der Rehteich, die auf linsenartigen Einlagerungen von Tonen im Boden entstanden und temporär Wasser führen.
Die Heide ist überwiegend von Mischwald bedeckt, vereinzelt gibt es aber auch Flächen mit Monokulturen, v. a. Kiefern; diese sind Rückstände einer Aufforstung Ende des 19. Jahrhunderts. Als charakteristische Pflanzengesellschaft der Dölauer Heide wurde ein an Winterlinden reicher Eichen-Hainbuchenwald beschrieben, der besonders im westlichen Teil des Gebietes gut entwickelt ist, während im östlichen Teil und in Waldrandlagen anthropogen stärker veränderte Bestände vorherrschen. In der Dölauer Heide treten zahlreiche Pflanzenarten auf, die sich durch die Mithilfe des Menschen ausgebreitet haben (Anthropochorie).

## Nutzung

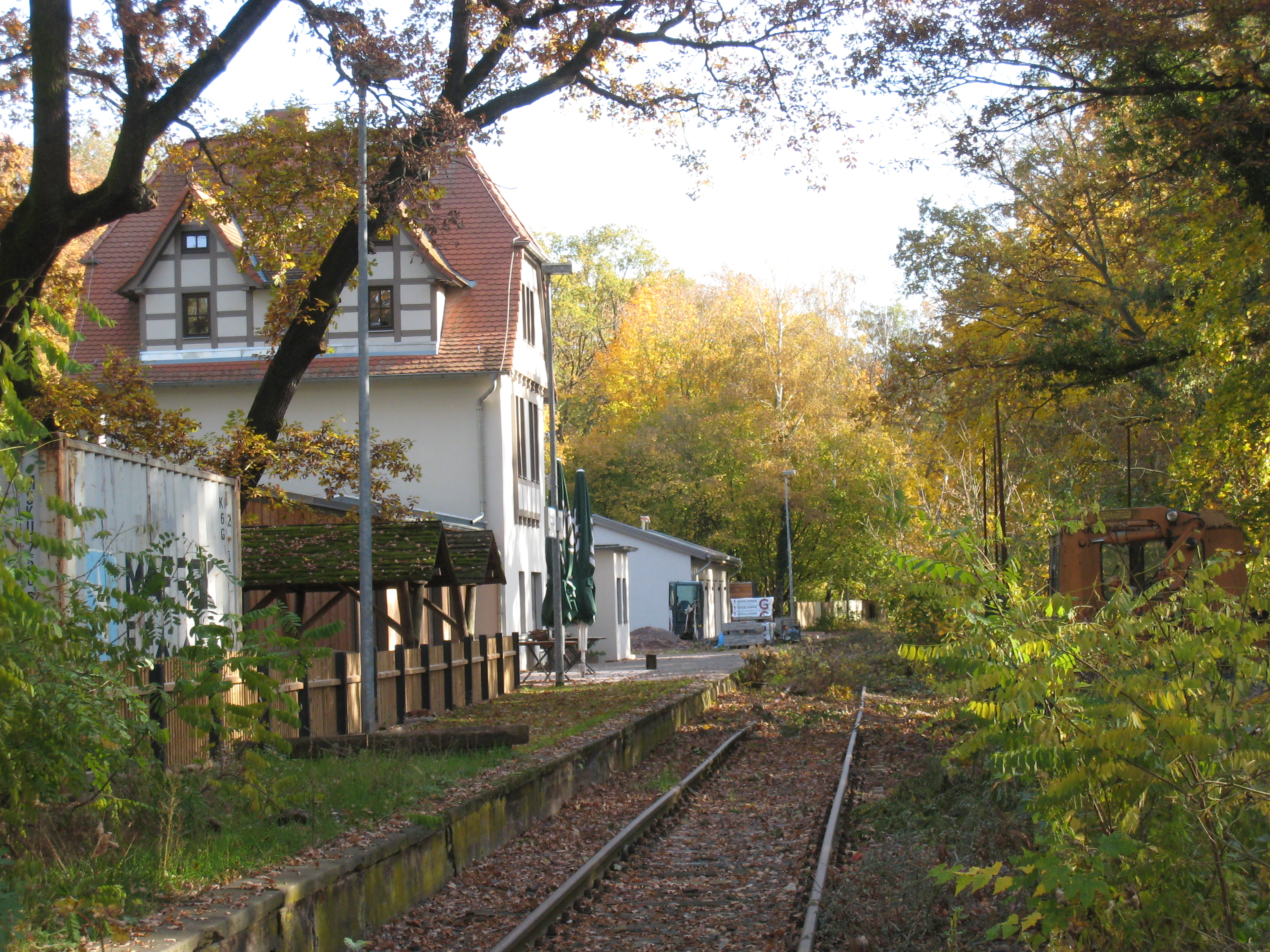
Der ehemalige S-Bahnhof Halle-Heidebahnhof (2021)

Der Baumbestand der Heide wurde seit dem Mittelalter von den Halloren als Brennmaterial zur Salzgewinnung genutzt. Ab 1840 war der westliche Teil des Waldes Bergbaugebiet, über mehrere Jahrzehnte hinweg wurde Braunkohle gefördert. Der Stadtforst dient nach wie vor als Wirtschaftswald und ist FSC-zertifiziert.
Mitte des 19. Jahrhunderts, die Heide gehörte zu dieser Zeit dem Preußischen Staat, wurde der Heidefriedhof angelegt. Er diente zur Bestattung von namenlosen Personen, vor allem Selbstmörder und Opfer von Gewaltverbrechen, die in der Heide den Tod fanden. 1929 wurde die Dölauer Heide Eigentum der Stadt Halle und der Friedhof verlor seine Funktion.
Seit dem 19. Jahrhundert hat die Heide durch ihre stadtnahe Lage einen großen Stellenwert als Erholungsgebiet. Beliebte Ausflugsziele sind der Heidesee, ein am Südrand zwischen Heide und Nietleben gelegenes Tagebaurestloch, der Kolkturm auf dem Kolkturmberg und mehrere Gaststätten. Durch die Heide führen Reitwege und ein Naturlehrpfad, im Winter gibt es eine ausgewiesene Rodelbahn. 
Bis zur Stilllegung des Streckenteils Nietleben-Dölau im Jahr 2002 war die Heide mit der S-Bahn erreichbar, zentraler Haltepunkt war der Heidebahnhof.
Am 10. November 1979 wurde erstmals ein Heidelauf als Laufveranstaltung in der Dölauer Heide veranstaltet. Seit 1988 findet jährlich eine Heidelaufserie statt, die aus bis zu acht Läufen besteht und seit Jahren steigende Teilnehmerzahlen verzeichnet. Im Jahr 2018 wurden durchschnittlich 580 Läufer und Nordic Walker bei der Heidelaufserie gezählt, damit stellt die Heidelaufserie Mitteldeutschlands teilnehmerstärksten Laufcup dar.
Seit April 2013 befinden sich im Wald zehn Holzskulpturen, die dort im Rahmen des Projekts Bäume erleben Geschichte – Bäume erzählen Geschichte aufgestellt wurden.

## Archäologische Zeugnisse

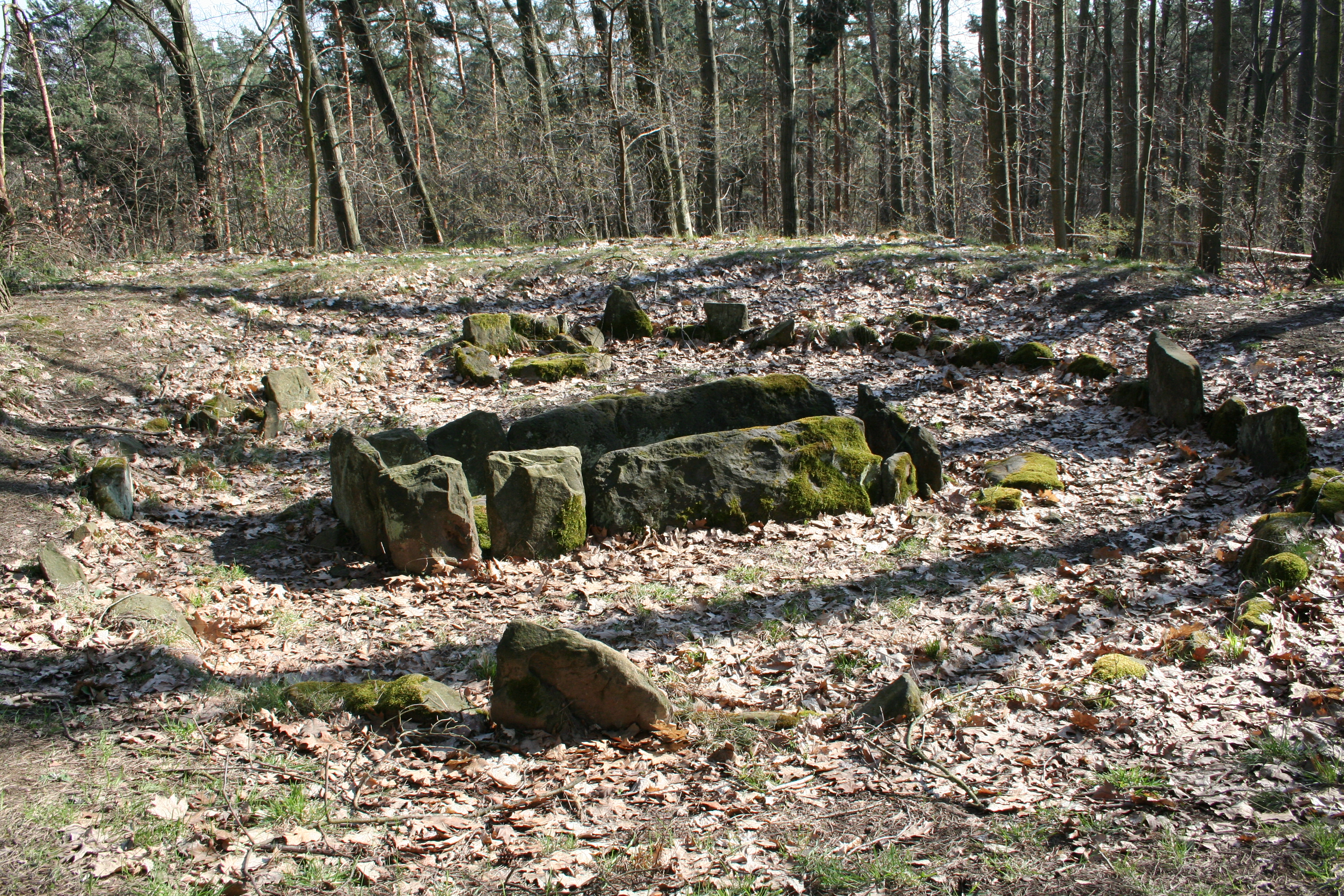
Grabhügel 27 mit rekonstruiertem Steinkranz und Steinkisten (Schnurkeramikkultur, 2800–2200 v. Chr.)

Die Hochflächen der Bischofswiese und des Langen Berges waren in der Jungsteinzeit besiedelt und Standort von prähistorischen Befestigungsanlagen der Baalberger Kultur (4100–3600 v. Chr.) und der Bernburger Kultur (3300–2800 v. Chr.). Aus einer Anlage der Bernburger Kultur stammen außerdem die ältesten Zeugnisse für Salzgewinnung in Mitteldeutschland. Während der folgenden Schnurkeramikkultur (2800–2200 v. Chr.) wurden am östlichen Rand der alten Befestigungsanlagen und weiter südwestlich davon auf dem Tonberg und dem Schwarzen Berg mindestens 36 Grabhügel mit Steinkisten und Steinpackungsgräbern (Einbauten im Grabhügel 28) errichtet, die teilweise in der Frühbronzezeit (2200–1600 v. Chr.) für Nachbestattungen genutzt wurden. Eine weitere kleine Steinkiste, die am Waldkater entdeckt wurde, konnte der Glockenbecherkultur (2500–2200 v. Chr.) zugeordnet werden. Aus der frühen Neuzeit stammt eine weitere Befestigungsanlage: die Schwedenschanze. Sie wurde während des Dreißigjährigen Krieges 1636 errichtet und diente dem schwedischen Heer bei seinem Versuch einer Wiedereroberung der Stadt Halle als Beobachtungsposten.